# 埃琳·伦德贝里
埃琳·伦德贝里（瑞典語：Elin Lundberg，1993年5月15日—），瑞典女子冰球运动员，场上位置是后卫。她曾代表瑞典国家队参加2018年冬季奥林匹克运动会冰球比赛，获得第七名。